# Ana Pascu
Ana Pascu (născută Ana Ene-Derșidan, n. 22 septembrie 1944, București, România – d. 6 aprilie 2022, București, România) a fost o scrimeră română, dublă laureată cu bronz la Mexico 1968 și München 1972.

## Carieră
Pascu a câștigat Campionatul Mondial pentru juniori din 1963 de la Gent. Apoi și-a făcut o carieră strălucită la seniori: a cucerit șapte medalii la Campionatul Mondial și a participat la Jocurile Olimpice de cinci ori, câștigând două medalii de bronz în 1968 și în 1972.. A primit titlurile de Maestru al Sportului și Maestru Emerit al Sportului și a fost decorată cu: Ordinul Meritul Sportiv clasa a III-a (1968 și 1973); Ordinul Național Pentru Merit în grad de Ofițer (2000); Ordinul Meritul Sportiv clasa I (2004).
A condus Federația Română de Scrimă din 1982 până la 2013, anul în care a decis să nu mai candideze pentru un mandat nou și să predea ștafeta lui Mihai Covaliu, fostul campion olimpic și antrenorul lotului național de sabie. A devenit ulterior președinte de onoare al FRS. Din 2004 a fost și vicepreședinte al Comitetului Olimpic și Sportiv Român.
Ana Pascu a fost doctor în Educație  Fizică și Sport. Teza de Doctorat – Strategia valorificării pregătirii sportive în competiții la scrimă – l-a avut conducător științific pe dr.ing. Adrian Gagea.
Pascu a fost membră a comisiei de regulamente a Federației Internaționale de Scrimă din 1984 până la 1996 și a comisiei de arbitraj din 1996 până la 2004. Din 2002 a fost membră a comitetului executiv iar între 2004 și 2021 a fost vicepreședinte al FIE.